# Santuario de Kashihara
El Santuario de Kashihara (橿原神宮 Kashihara Jingū?) es un santuario sintoísta jingū, situado al pie de la montaña Unebi-yama en la ciudad de Kashihara, Prefectura de Nara, Japón. El Santuario fue fundado en 1889 por el emperador Meiji en el sitio de Kashihara-gū, donde la leyenda dice que el primer Emperador de Japón, el Emperador Jinmu, accedió al trono el 11 de febrero de 660 a. C., según el Nihonshoki de 720.
El emperador Jinmu y su esposa, la emperatriz Hime-taira-Isuzu-Hime son venerados como kami. El santuario, que pertenece al tipo Chokusaisha, se encuentra en el presunto lugar del Kashihara-gū ((畝傍)橿原宮?), el palacio de gobierno del tennō (emperador) Jimmu.
El Kashihara-jingū fue el primer santuario construido por el estado para honrar el culto al emperador Jinmu, con motivo de la identificación de sus presuntos restos en su cripta en 1863. Las peregrinaciones ya habían tenido lugar mucho antes del siglo XIX sobre un montículo-tumba (misasagi), que sin embargo no había sido reconocido ni por las autoridades religiosas ni por las del Estado. 
El recinto del santuario cubre una extensión de 500.000 m², cuando se expandió durante las Celebraciones del 2600 aniversario del Imperio de Japón en 1940. Incluye dos heiden, con chigi (千木?) y katsuogi (堅魚木?), siendo estos elementos decorativos del tejado generalmente dispuestos sobre los honden de los santuarios sintoístas.
Varios edificios del santuario fueron donados por el emperador Meiji y proceden del antiguo Palacio Imperial de Kioto (Kioto Gosho): el honden (el kashiko-dokoro del palacio) y el kaguraden (el shinka-den del palacio).

## Fiestas
El 11 de febrero se celebra el Kigen-setsu, que sería el aniversario de la entronización del emperador Jinmu. Es un día festivo en Japón, cuando celebra anualmente su "Día de la Fundación Nacional".
El 3 de abril, un mensajero imperial chokushi (勅使?) recrea los ritos funerarios para el tennō Jinmu (Jinmu-tennō-sai) durante la conmemoración del día de su muerte.